# 感知副本

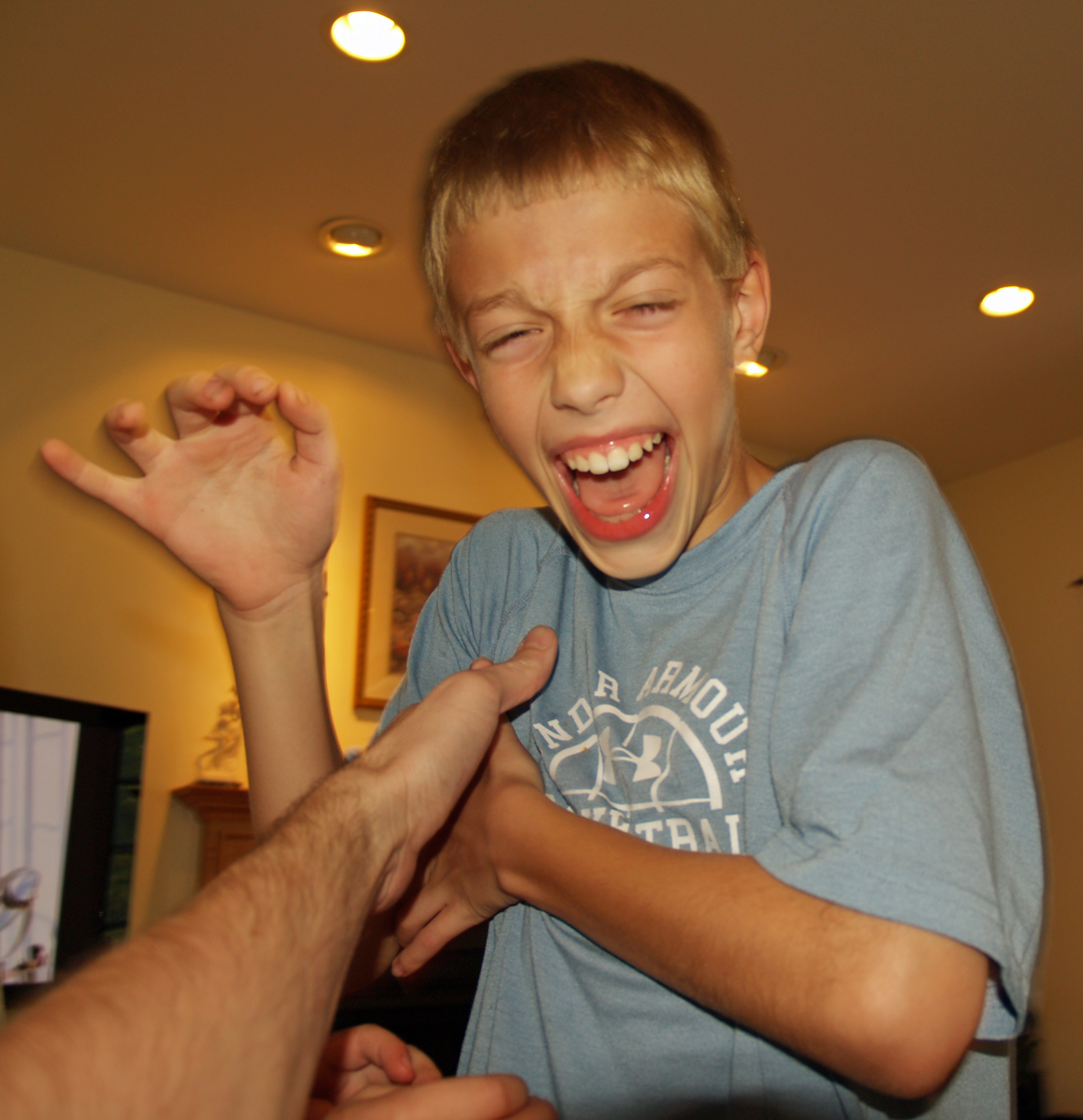
人們搔自己癢時，並不會有癢的感覺

感知副本（英語： 或 ）為一種由運動系統產生、感覺神經輸出訊號的內部副本。它可以與由代理運動產生的（反射的）感覺輸入進行整理，從而將真正的運動和被要求做出的運動進行比較，並屏蔽那些由自己誘發的感覺輸入，以穩定知覺。藉由內部模型和感知副本，大腦可以預測一個動作產生的效果。
另一個來源不同、但意義相同的用詞是感知回饋。
感知副本在運動的適配方面扮演重要的角色，如增強視線的穩定性。電魚也藉此感知自己或非自己產生的電場。感知副本是因自己而非他人的動作所觸發，這也是搔自己癢感覺不會如別人搔那麼強烈的原因。

## 歷史

### 發現
在1811年時，約翰·喬治·史坦柏契（Johann Georg Steinbuch，1770–1818）在其著作（對於生理知覺的貢獻）多次提及感知副本與自發性的感官回饋的相關議題。在研究藥學後，史坦柏契在愛爾朗根大學當了多年的講師，後來於海登海姆、烏姆與黑倫貝格（符騰堡，位於德國南部）等地行醫。身為一個年輕的大學教授，他對於空間與物體知覺相關的大腦機制特別感興趣；但在其年齡較長後，逐漸轉移注意力至臨床醫學上更加實際的問題。在1817年，他與傑斯丁·尼斯克納一同給了一份非常精確的肉毒桿菌中毒的臨床症狀描述。在其著作《對於生理知覺的貢獻》中，史坦柏契呈現了關於抓物體的手對於物體的觸覺識別的非常仔細的分析。據此，他提出了假設：當抓物體的手在物體表面上移動時，控制手運動的大腦機制會在腦中與機械感受器中所誘發的傳入訊號流相互作用。控制這些行動的大腦訊號被他稱為。根據史坦柏契的模型，唯有透過與傳入訊號流的相互作用，才能夠辨認出物體。他用一個簡單的實驗說明他的理論：即便當物體在充分的時序與時間內被動的觸發一個正在休息中的手的手掌與手指的機械感受器時，仍然無法辨認出該物體；然而當手主動握住時，便可以在數秒內辨認出該物體。
第一個提出感知副本可能存在的是19世紀中期的一名德國的醫生與物理學家赫爾曼·馮·亥姆霍兹。他主張大腦需要製造掌控眼部肌肉的運動指令的感知副本，藉此協助大腦判斷一個物體相對於頭部的位置。他以一個人輕壓自己眼球的實驗來支持其論點。當一個人這麼做的時候，他會感覺自己的視覺世界似乎因眼球的移動而跟著「移動」了。相對的，如果是由自己主動的藉由眼部肌肉轉動其眼球，其視覺則會保持穩定。他做出的推理是：當眼球受到外力移動時，由於缺乏如自我轉動眼球所相對應產生的、能夠預估視野移動程度以改變並穩定其視覺的感知副本，其所見的視覺世界便會感覺像是晃動了一般。

### 遭到拋棄
在1900年， 查尔斯·斯科特·谢灵顿，現代運動控制理論的奠基者，反對了馮·亥姆霍茲的理論，並主張感知副本是不需要的，因為肌肉自身就會感測到其所進行的運動。「（馮·亥姆霍茲與其支持者所抱持的）無須藉由周圍器官與其肌肉感知的傳入神經的觀點，具有眾多追隨者，主張一個自主的運動中，由大腦傳往肌肉的外傳訊號會伴隨一個神經支配的感知。…它是『未被證實的』。」這使得感知副本的論點在接下來的整整75年之中都受到拋棄。

### 平反之路與確立其名
於1950年，馮·霍斯特與霍斯特·米特爾施泰特調查研究了關於物種如何分辨看似為相同知覺的外來感官訊號接收及自發性的感官回饋。為了探索這個問題，他們將蒼蠅的頭旋轉了180度，藉此將其視網膜左右翻轉，同時也顛倒了其後續的自發性的感官回饋信號。在這樣的狀況下，這些蒼蠅自己的移動會使其感覺似乎整個世界也跟著旋轉了，而非如普通蒼蠅一般感覺世界仍然保持穩定。將眼睛旋轉後，這些蒼蠅顯現了與其移動視覺輸入同方向的視動反映的加強。馮·霍斯特與米特爾施泰特認為主動運動時產生的感知神經抑制不可能是這個現象的成因，因為那應該會抑制視動反應。他們認為這些運動指令的（即德语的“感知副本”）才是引起這個現象的主因，因為自發性的感官回饋訊號持續保持恆定，且預期與實際的感知相異竟然加強而非抵銷了感知的程度。
諾貝爾獎得獎人罗杰·斯佩里在他關於視動反映的研究後，提出了感官訊號的預期的基礎。他同時也被視為是「感官訊號的預期」一詞的創始者。

## 運動控制學

### 運動訊號

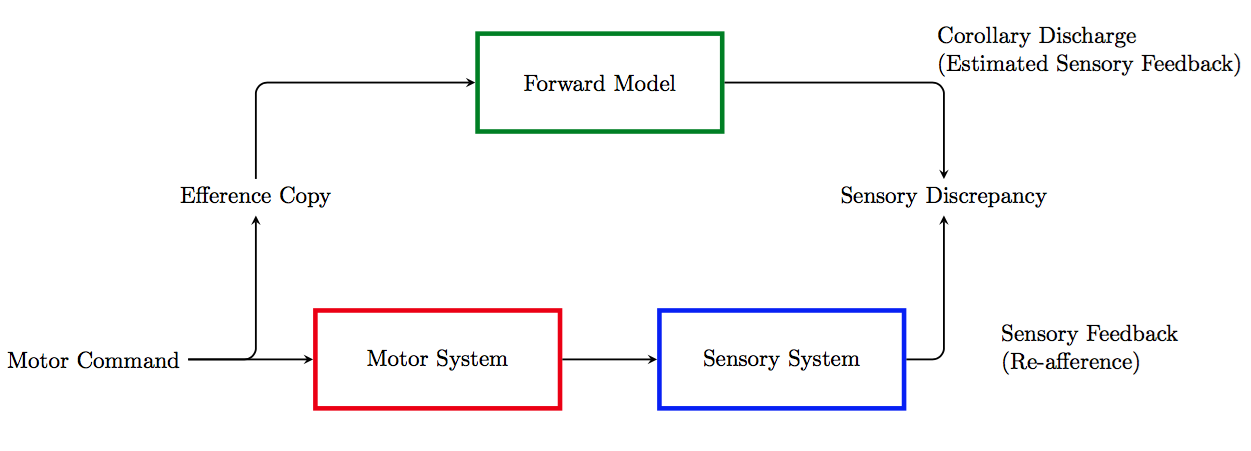
感知副本是用於產生一個預知性的感知回饋（corollary discharge），其可預測一個運動指令將會觸發的感知。實際因該運動指令所產生的感知則會與先前產生的感知回饋相比對，藉此判斷並通知額外感知到的動作予中樞神經系統。

由中樞神經系統傳送往周围神经系统的動作訊號稱為傳出（efference），而這樣的訊號的複本稱為感知副本。由周圍神經系統中的感覺神經元傳遞至中樞神經系統的感知訊號則稱為傳入（afference）。同樣的，進入神經系統的神經稱為傳入神經，而離開神經系統的則稱為傳出神經。
當一個傳出訊號產生且被傳遞往運動系統時，同時會產生這個訊號的複本（即感知副本），使得外來的感官訊號接收（因外界刺激產生的感知訊號）能夠被與自發性的感官回饋（因自我刺激產生的感知訊號）所分辨出來。
藉由轉送這個感知副本至一個運動控制學的內部模型，此感知副本會被用來製造一個預測性的感知回饋，藉此預估該運動指令會造成的感知程度。實際上產生的感知則會被與前述的感知回饋比對，藉此判斷並通知先前預測的結果的準確度予中樞神經系統。

### 感知回饋
感知回饋是一個動作指令的感知副本，用於抑制因自我觸發的感覺訊號所引發的任何可能會影響其運動作業的運作的反射動作。這些抑制訊號會與原動作指令同時產生，並瞄準可能會回報任何自發性的感官回饋至中樞神經系統中更高階的部分的感官神經路徑。這在感知副本中是獨特的，因為這些感官回饋實際上會被送入感官神經路徑之中，以抵銷因該動作所產生的自發性的感官回饋訊號。換句話說，短暫的改變自我產生的感知訊號，以減低自我觸發的「脫敏」（就是讓某個東西從原本敏感變得不敏感）或幫助分辨自身造成與外界造成的感知訊號。

## 搔癢
在一些實驗中，受試者的腳部被真實的手、以及被一個受其自身手部移動所控制的機械手臂所搔癢。這些實驗結果顯示這些受試者覺得被這樣的機械手臂搔癢比起被他人搔癢更不「癢」。實驗者假定這是因為當一個人下了運動命令給手部以產生搔癢的動作時，其感知副本預先產生並抵銷了其感受到的搔癢。這樣的推論被後續的實驗所支持：如果將機械手臂的動作加入一定的延遲，會使得搔癢感覺更癢。這顯示，如果感知副本與傳入的訊號不吻合，那麼這個感知就會被視為是外來的感官訊號接收。由此可以推知人們不可能搔自己的癢，因為預測的感知（感知副本）必定與實際的感知相符，而實際的感知就會隨之被抵銷。如果預測的感知與實際的感知不符，無論是因為延遲所致（如上述實驗中的設計）又或者是肇因於其他外部因素，那麼大腦就無法預測到這樣的搔癢動作，進而造成更強烈的癢的感覺。這就是人們無法搔自己的癢的原因。

## 電魚實驗

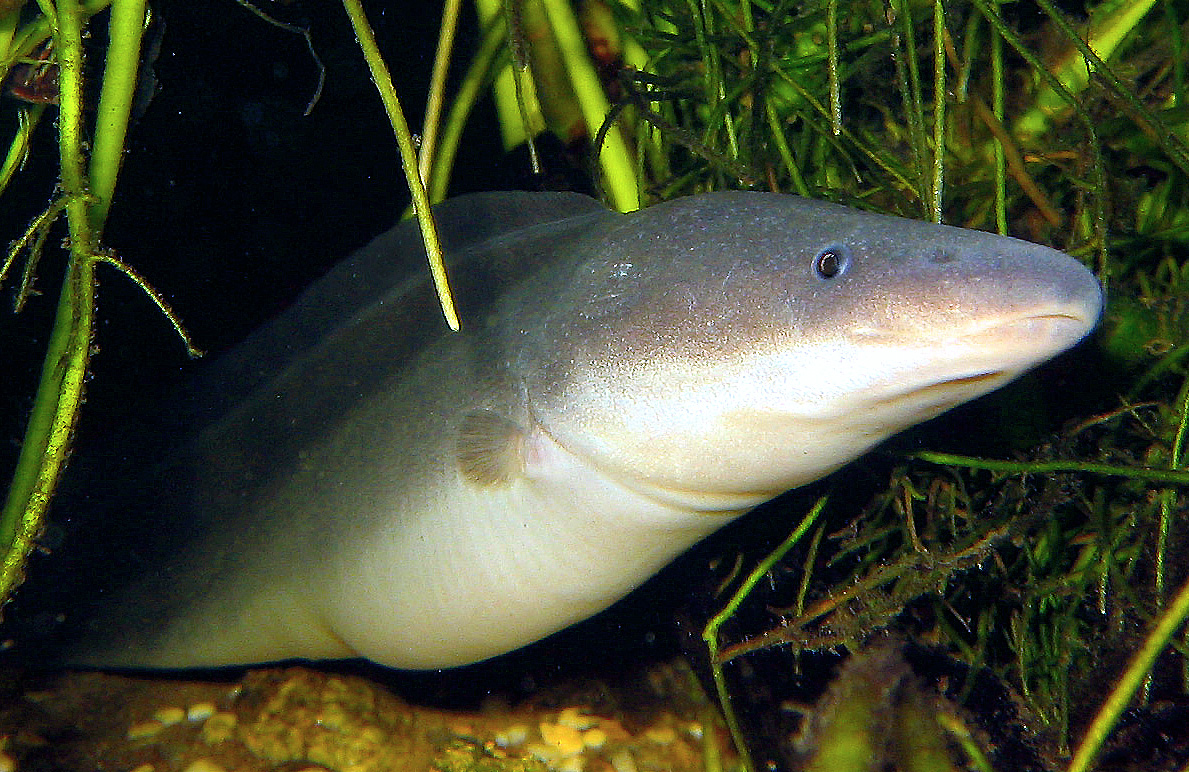
電魚

象鼻魚科是一個較低階脊椎動物擁有感知副本的例子。象鼻魚科對於感官訊號的預期使牠們的感測器可以偵測其他魚所發出的電能訊號，同時不會偵測到自己放出的。具體而言，牠們的感測器（KS）與電能溝通有關，是用以偵測其他魚發出的電能訊號（EOD）。除非自發性的感官回饋被以某種方式調整，否則KS會同時偵測到其自身所發出的EOD，而這將會干擾其偵測溝通時必要的外界傳來的EOD。然而，由於這些魚類會製造感官訊號的預期以抑制期中樞神經系統中第一個中繼點的上行感覺通道。這些感官訊號的預期會被巧妙的定時、使其剛好會與KS的自發性的感官回饋同時抵達，藉此最小化其自身產生的EOD對於偵測外界EOD的干擾，同時最佳化其訊號抑制的時間。

## 延伸閱讀
- Arbib, Michael A.  2nd. New York: Wiley. 1989. ISBN 978-0471098539. pp. 23–26 [Section Corollary Discharge], p. 33, pp. 297–299 [Section Control Systems for Saccade Generation]

## 外部連結
- Peer-reviewed article in Scholarpedia on Corollary Discharge In Primate Vision by Robert H. Wurtz （页面存档备份，存于）
- 第六組影片